# Chancel
Pour les articles homonymes, voir Chancel (homonymie).
Ne doit pas être confondu avec Cancel.

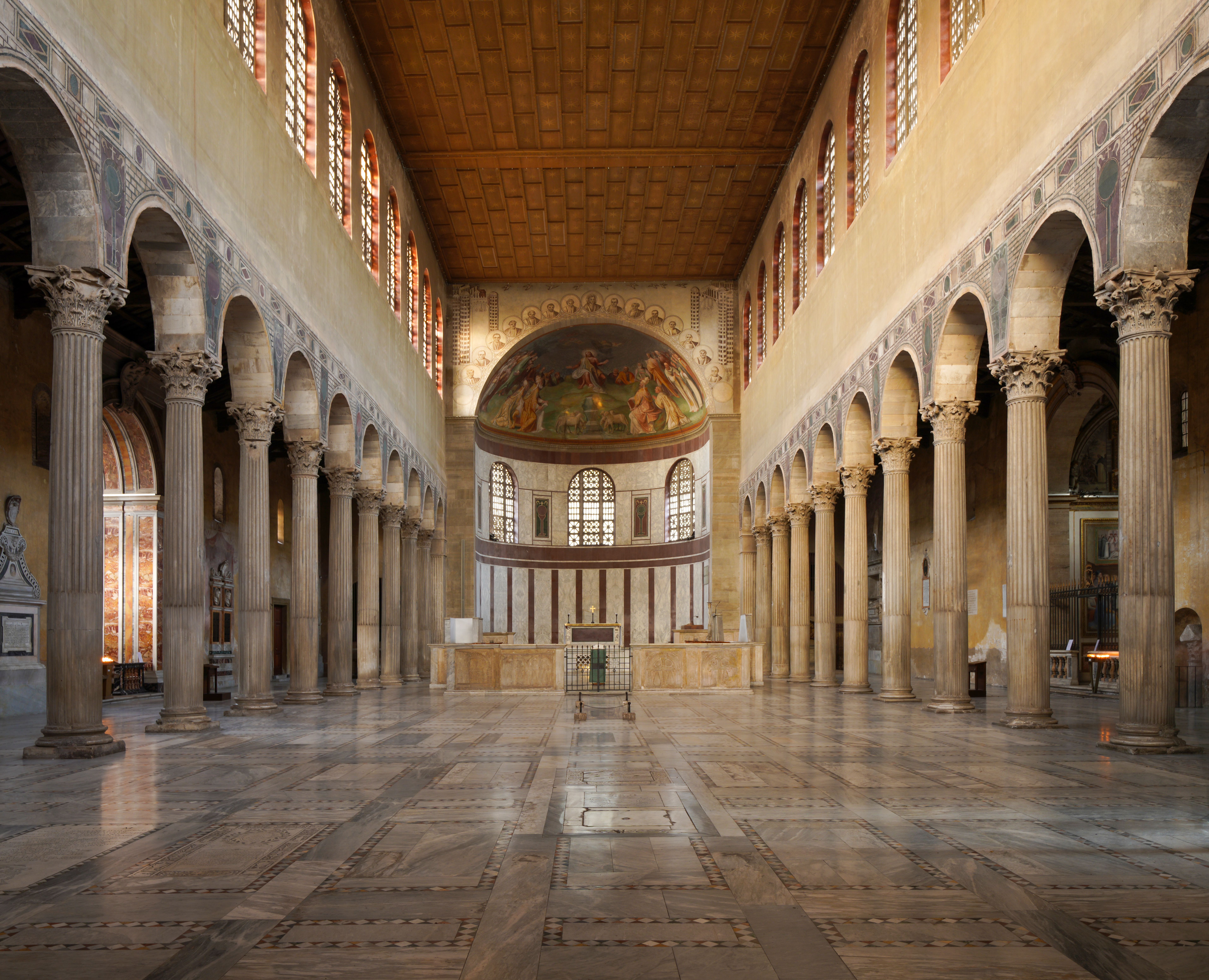
Chancel de l'église Sainte-Sabine de Rome.

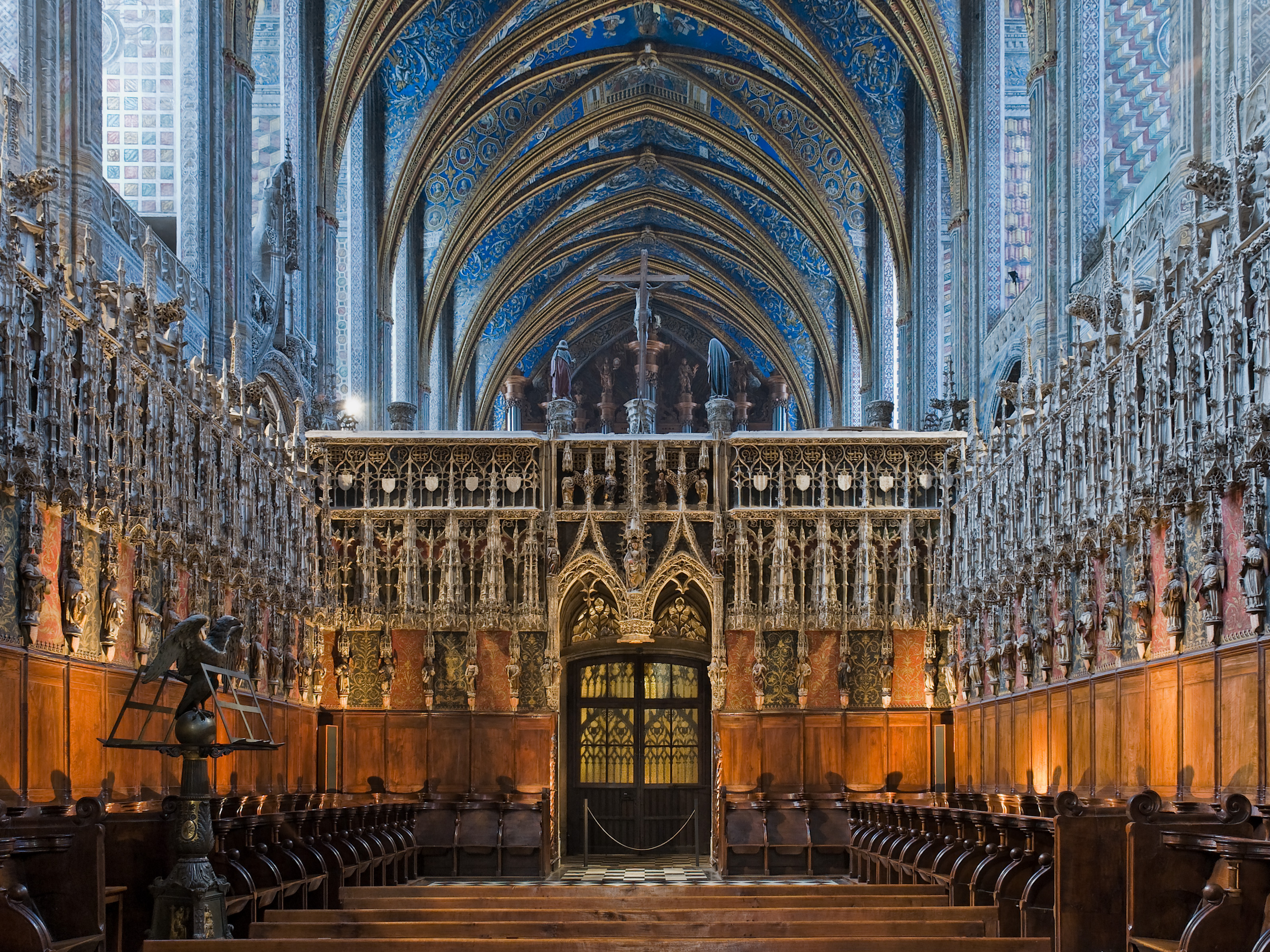
Ensemble unique du jubé et de la clôture du grand chœur de la cathédrale d'Albi.

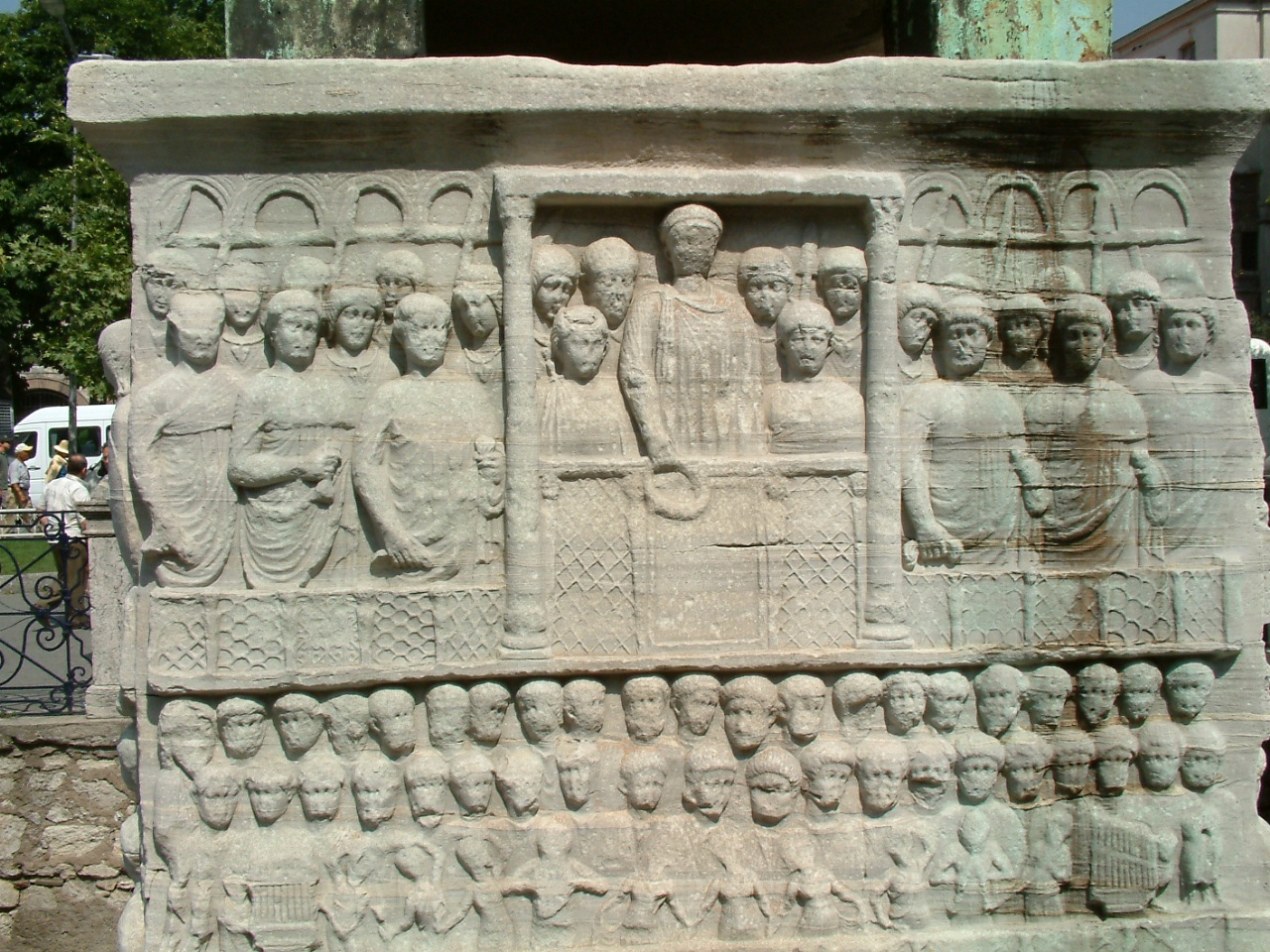
L'empereur Théodose Ier et sa cour séparés du public par un chancel (obélisque de Théodose).

Dans l'architecture ecclésiastique, le chancel (du latin cancelli, « treillis », « barrière », « balustrade ») est une clôture basse en bois, en pierre ou en métal qui sépare la nef d'une église chrétienne, où sont réunis les fidèles, du chœur liturgique réservé au clergé. Dans les églises paléochrétiennes et médiévales, cette clôture se nomme « chancel », pour les périodes suivantes, elle est appelée « clôture de chœur ».
Parfois appelée « clôture de chœur », cette dernière peut se distinguer du chancel car elle peut être une clôture haute constituée de bois, de pierre ou d'une grille en fer forgé.
Par extension, « chancel » désigne parfois l’ensemble de l’espace réservé au clergé, ou presbytérium.

## Histoire
Son origine remonte à l'Antiquité : dans les lieux publics, le chancel ou cancel était une barrière qui séparait les orateurs ou magistrats du peuple, ayant notamment pour fonction de prévenir les débordements du public.
À noter qu'au Moyen Âge, le terme de « cancel » pouvait aussi désigner un quartier délimité et fermé où la population juive était assignée à résidence. Ce fut le cas pour celui de Genève de 1428 à 1490.
Les édifices religieux conservent cette barrière, l'étymologie du terme sacré montre bien la notion de délimitation. L'Église chrétienne primitive est construite sur le modèle des basiliques civiles construites à partir du IVe siècle par les empereurs romains. Dans ces basiliques civiles, le chancel isole le juge du public tandis que dans les premières basiliques chrétiennes, ce n'est qu'une simple clôture d'autel qui isole le Saint-Sacrement des laïcs qui pourraient se montrer irrévérencieux en voulant le toucher. Cette séparation est renforcée par le droit canonique qui stipule que la construction et l'entretien du chancel sont sous la responsabilité du recteur, tandis que celles de la nef sont sous la responsabilité de la paroisse. À partir du VIe siècle, certaines basiliques chrétiennes orientales comme Sainte-Sophie commencent à entourer leurs autels de templons. Les basiliques en Europe occidentale ont leur chœur situé à l'ouest et le chancel y est attesté dès le VIIIe siècle : la clôture délimite alors un espace de plus en plus grand en avant de l’autel, espace appelé « presbytérium » (notamment le chœur dans lequel peuvent être placées les stalles des chantres et les officiants).
Au cours du Moyen Âge, les clôtures de chœur sont d'abord légères et mobiles avant de devenir fixes en pierre ou en bois. Le concile de Trente au milieu du XVIe siècle favorise la disparition des cloisonnements intérieurs (jubés, clôtures de chœur) qui empêchent la participation au culte eucharistique et dont l'esthétique est révolue. Ils sont détruits massivement aux XVIIe et XVIIIe siècles et généralement remplacés par des grilles, plus conformes au goût du temps qui affectionne les églises claires et lumineuses.

## Architecture

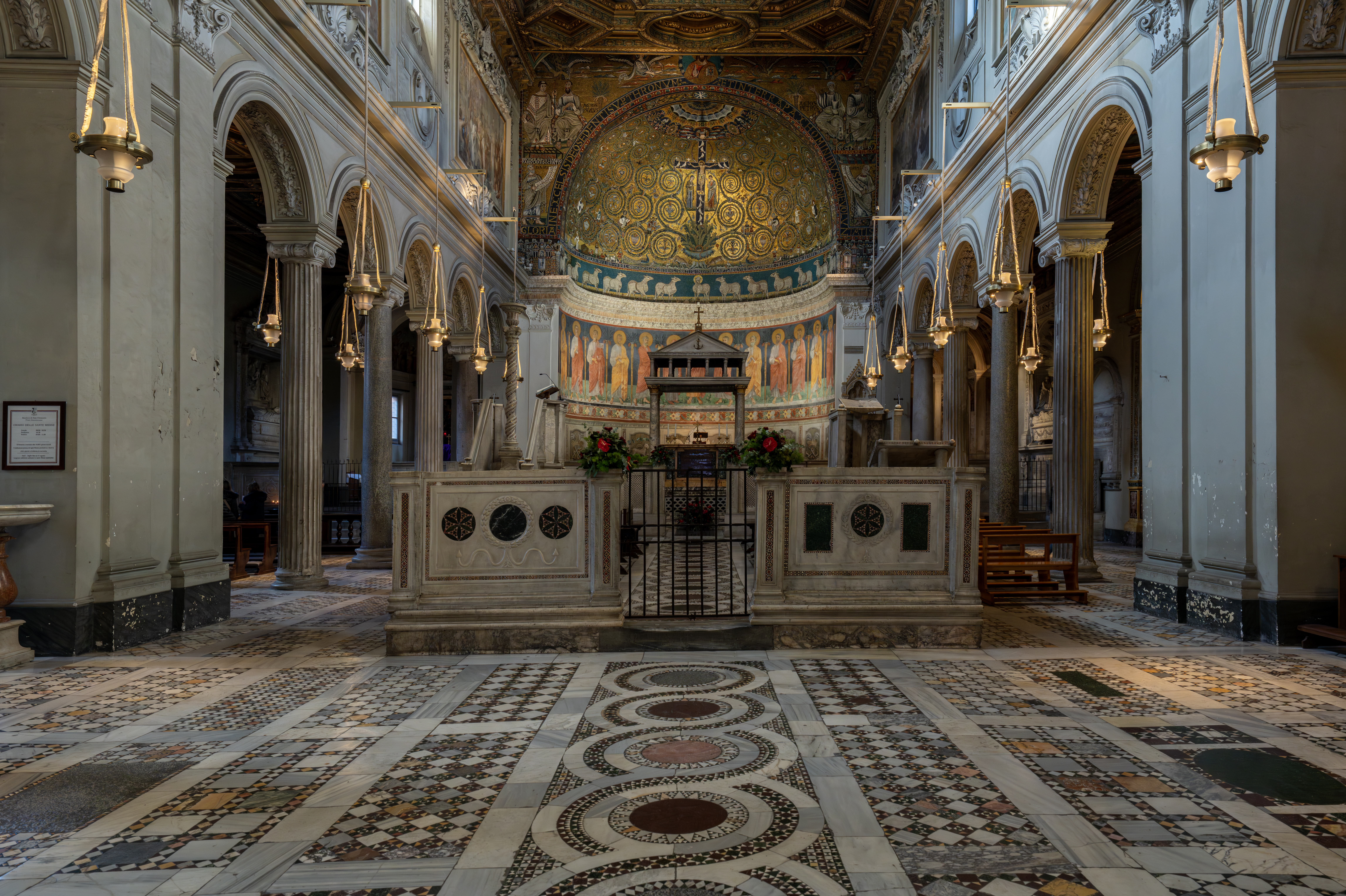
Chancel de la basilique Saint-Clément-du-Latran.

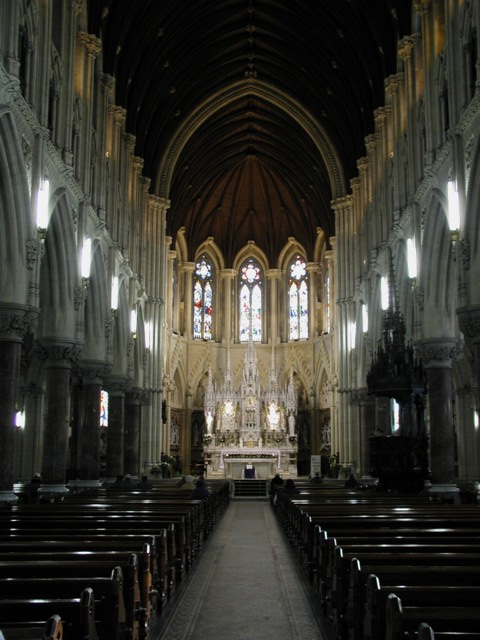
Arc triomphal et chancel de la cathédrale Saint-Colman de Cobh.

Cette clôture, sorte de parapet bas (généralement un mètre de hauteur), forme dans l'art paléochrétien et parfois postérieurement, un enclos rectangulaire. Ses parois sont en pierre (balustrades en marbre pour les plus luxueuses), en bois ou en métal (souvent grille en fer forgé). Ces parois sont de faible hauteur, parfois percées de plusieurs portillons (fermés par des vantaux métalliques ou par des chaînes), encastrées entre des piliers et surmontées de rideaux suspendus à une poutre de gloire.
Selon les traditions régionales, elle peut avoir pour mobilier deux ambons ou deux chaires surélevés qui se font face et sont accessibles de l’intérieur du chancel : ils sont réservés à la proclamation de l’épître (côté Épître à droite) et de l’évangile (côté Évangile à gauche), à la prédication. Lorsqu'il est à hauteur d'appui, le sommet de la clôture peut servir de banc de communion.
Le chancel est souvent constitué de grandes plaques pleines ou ajourées au décor principalement géométrique (les représentations figurées sont rares). D'abord simplement ornées, ces plaques deviennent richement sculptées ou revêtues de mosaïques, de marqueterie. Il peut également être surmonté par un arc appelé arc triomphal.
Dans les églises byzantines, le chancel s'élève par des colonnades pour former un templon. Dans les églises chrétiennes occidentales, il peut évoluer en jubé.